# Petromyscus barbouri
Petromyscus barbouri is een zoogdier uit de familie van de Nesomyidae. De wetenschappelijke naam van de soort werd voor het eerst geldig gepubliceerd door Shortridge & Carter in 1938.

## Voorkomen
De soort komt voor in Zuid-Afrika.